# 哈雷特赫赖克

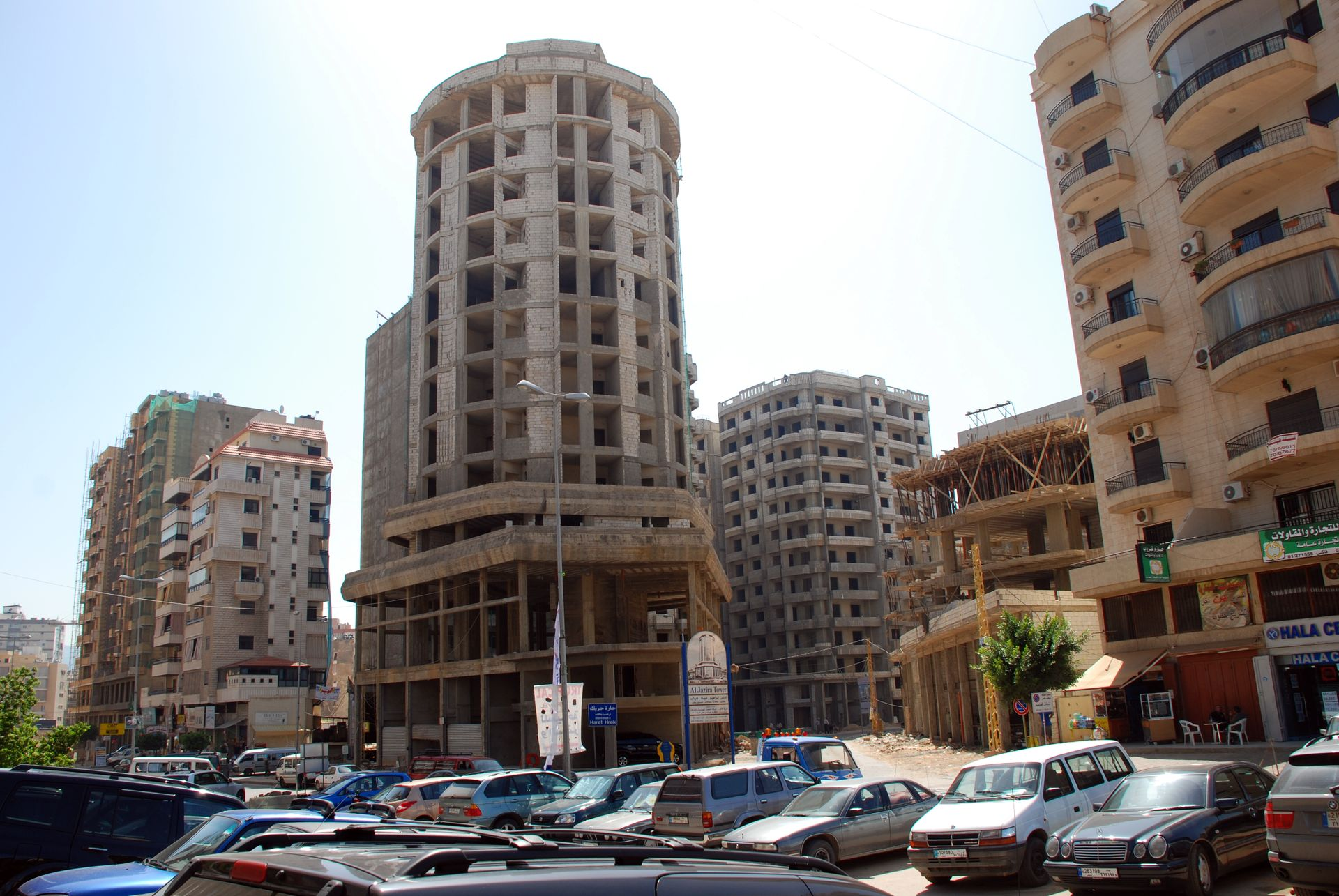
哈雷特赫赖克，2009年

哈雷特赫赖克（阿拉伯語：حارة حريك）是黎巴嫩贝鲁特南部達希耶地区的一个街区，是巴卜達縣的一部分。该地是真主党总部所在地，2006年黎巴嫩戰爭期间，以色列对当地进行了高强度空袭。2024年7月，以色列军方宣布，以军战斗机对贝鲁特南郊一栋建筑发动空袭，击毙了真主党高级指挥官福阿德·舒庫爾。